# Ceremoșne, Pohrebîșce
Ceremoșne (în ucraineană Черемошне) este localitatea de reședință a comunei Ceremoșne din raionul Pohrebîșce, regiunea Vinnița, Ucraina.

## Demografie
Componența lingvistică a localității Ceremoșne
     Ucraineană (99,07%)
     Alte limbi (0,93%)
Conform recensământului din 2001, majoritatea populației localității Ceremoșne era vorbitoare de ucraineană (99,07%), existând în minoritate și vorbitori de alte limbi.